# Erfurt
Erfurt (phát âm tiếng Đức: [ˈɛʁfʊʁt]) là thủ phủ của tiểu bang Thüringen nằm ở trung tâm nước Đức, cách thành phố Leipzig 100 km về phía tây nam, Nuremberg 150 km về phía bắc và cách Hannover 180 km về phía đông nam. Erfurt cùng với hai thành phố lân cận Weimar và Jena tạo thành vùng đô thị trung tâm của bang Thuringia với tổng cộng xấp xỉ 500.000 người. Các cơ quan quan trọng nhất bên cạnh công sở của tiểu bang là Tòa án Lao động Liên bang Đức, trường Đại học Erfurt (Universität Erfurt), Đại học khoa học ứng dụng Erfurt (Fachhochschule Erfurt) và giáo xứ Công giáo Erfurt với nơi chính là Nhà thờ chính tòa Erfurt (Erfurter Dom). Những công trình nổi tiếng khác bao gồm cầu Krämerbrücke với dân cư sống ở hai bên cầu, và nhà giáo hội Erfurt là một trong những công trình cổ nhất tại châu Âu xây dựng từ thế kỷ 11. Ở trung tâm thành phố có những ngôi nhà bằng gỗ và 25 nhà thờ kiến trúc Gothic từ thời Trung cổ.
Erfurt hình thành từ năm 742 khi Thánh Boniface thành lập ra giáo phận tại đây. Mặc dù thị trấn không thuộc về sự quản lý của thành bang Thüringen, nó nhanh chóng trở thành trung tâm kinh tế của vùng. Cho đến thời Napoleon nó thuộc về Tuyển đế hầu xứ Mainz và sau đó thuộc về quốc gia Phổ cho đến tận 1945. Trường đại học đầu tiên được thành lập từ năm 1392, nó đã bị đóng của vào năm 1816 và được tái lập lại năm 1994 sau khi nước Đức tái thống nhất. Một số nhà sử học cho rằng Đại học Erfurt là trường đại học lâu đời nhất ở Đức. Martin Luther là một trong những sinh viên nổi tiếng của trường.
Khi nạn dịch hạch lan tràn ở châu Âu, tại Erfurt, ngày 21 tháng 3 năm 1349, 3.000 người Do Thái đã bị giết trong các cuộc thanh trừ vì bị cho rằng là nguyên nhân gây ra đại dịch này.
Kinh tế của thành phố chủ yếu là dịch vụ và công nghiệp vi điện tử. Với vị trí trung tâm về mặt địa lý của Đức, Erfurt có vị trí quan trọng trong giao thông hàng hóa của Đức cũng như của trung tâm châu Âu. Ngành kinh tế truyền thống khác của đô thị là trồng trọt. Không những Erfurt là thành phố có trao đổi thương mại lớn thứ hai (sau Leipzig) ở Đông Đức mà nó còn là đầu mối giao thông tàu điện và đường bộ. Kênh truyền hình công cộng cho trẻ em KiKa có trụ sở tại Erfurt.
Về mặt địa lý, thành phố này thuộc phần phía nam của lòng chảo Thüringen trong thung lũng lớn có sông Gera chảy qua.